# Drosophila ateledrosophila (artgrupp)
Drosophila ateledrosophila är en artgrupp inom släktet Drosophila och undersläktet Hawaiian Drosophila. Artgruppen innehåller tre arter.

## Arter
- Drosophila adunca (Hardy, 1965)
- Drosophila papala Magnacca and O'Grady, 2008
- Drosophila preapicula (Hardy, 1965)